# Porky's Phoney Express
Porky's Phoney Express est un cartoon réalisé par Cal Howard et Cal Dalton, sorti en 1938.
Il met en scène Porky Pig.